# 翁祖亮
翁祖亮（1963年7月13日—），男，汉族，福建福清人。中华人民共和国政治人物，工学学士，高级工程师（教授级）。毕业于原武汉水运工程学院、中共上海市委党校第42期领导干部培训班、澳门科技大学工商管理专业及中央党校中青年干部培训班。

## 生平
1983年至2003年，在上海内燃机研究所工作。历任助理工程师、工程师、工会主席、高级工程师、党委委员、副所长、所长；兼任上海汽车工业质量检测研究所所长、上海汽车工业技术中心主任、上海汽车工程研究院党委书记、副院长。
2003年5月，任上海市质量技术监督局副局长（正局级）。后升任党委副书记、党委书记、局长。
2008年5月，任中共卢湾区委副书记、卢湾区政府党组书记、副区长、代理区长（同年7月当选为卢湾区区长）。2011年9月，任中共闸北区委副书记、副区长、代理区长、区长及区政府党组书记。2013年4月，任中共闸北区委书记。2015年1月，任中共黄浦区委书记。同年6月，获评全国优秀县委书记。
2016年7月，任上海市人民政府副秘书长、中共浦东新区区委副书记、浦东新区代区长、中国（上海）自由贸易试验区管理委员会常务副主任，上海国际旅游度假区管委会副主任，上海临港地区开发建设管委会副主任（同年8月当选为浦东新区区长）。2016年12月，任中共浦东新区区委书记，同月辞去浦东新区人民政府区长职务。2017年3月，任中共上海市委常委、浦东新区区委书记，中国（上海）自由贸易试验区管理委员会常务副主任，上海国际旅游度假区管委会副主任，市临港地区开发建设管委会副主任，后兼任中国（上海）自由贸易试验区管理委员会主任。
2021年7月，调任中国五矿集团有限公司董事长、党组书记。